# Zéralda
Zeralda là một đô thị thuộc tỉnh Alger, Algérie. Dân số thời điểm năm 2002 là 33.047 người.